# Payaman (Ngraho)
Payaman is een bestuurslaag in het regentschap Bojonegoro van de provincie Oost-Java, Indonesië. Payaman telt 2557 inwoners (volkstelling 2010).